# Slaterville Springs
Slaterville Springs es un lugar designado por el censo ubicado en el condado de Tompkins en el estado estadounidense de Nueva York. En el Censo de 2020 tenía una población de 208 habitantes y una densidad poblacional de 305,88 habitantes por km². Fue incluido como CDP en el censo de 2020.

## Geografía
Slaterville Springs se encuentra ubicado en las coordenadas 42°23′44″N 76°21′02″O / 42.39556, -76.35056. Según la Oficina del Censo de los Estados Unidos,  tiene una superficie total de 0,68 km², todos correspondientes a tierra firme.